# Per Erik Ahlberg
Per Erik Ahlberg est un paléontologue suédois dont les travaux se portent principalement sur l'origine évolutive des tétrapodes. Il obtient son doctorat en zoologie à l'Université de Cambridge en 1989 sous la direction de la paléontologue anglaise Jenny A. Clack. Il est actuellement professeur au Département de biologie des organismes de l'Université d'Uppsala. Il a collaboré avec Clack sur plusieurs projets.
Il a été élu à l'Académie royale suédoise des sciences début 2012.